# Les Wexner
Leslie Herbert Wexner (Dayton, 8 de setembro de 1937) é um empresário bilionário americano, fundador e presidente emérito da L Brands (anteriormente Limited Brands). Wexner cresceu um império comercial depois de iniciar a The Limited, uma loja de roupas com uma seleção restrita de itens lucrativos, e depois expandiu suas participações para incluir Victoria's Secret, Abercrombie e Fitch, Express e Bath & Body Works. Wexner anunciou a venda de uma participação majoritária na Victoria's Secret para a Sycamore Partners e deixou o cargo de CEO da L Brands em fevereiro de 2020.
Wexner também era conhecido por seu relacionamento íntimo e de várias décadas com o traficante de seres humanos Jeffrey Epstein.

## Infância e educação
Leslie Wexner nasceu em Dayton, Ohio em 8 de setembro de 1937, com os pais Bella (née Cabakoff, 1908-2001) e Harry Louis Wexner (1899-1975). Seus pais eram de origem judaica-russa. Seu pai nasceu na Rússia. Sua mãe, uma americana de primeira geração, nasceu no bairro de Williamsburg, no Brooklyn, e se mudou para Columbus, Ohio, quando criança. Ele tem uma irmã mais nova, Susan. Seus pais pagaram propinas para Wexner cursar o ensino médio no rico enclave de Bexley. Ele estudou na Ohio State University e, embora tenha manifestado interesse em arquitetura, formou-se em 1959 com especialização em administração de empresas. Na Universidade Estadual de Ohio, ele se tornou membro da fraternidade Sigma Alpha Mu. Wexner serviu na Guarda Nacional Aérea. Ele participou brevemente da Faculdade de Direito de Moritz.

## Atividades políticas
Wexner organizou um evento de arrecadação de fundos em 2012 para Mitt Romney e doou 250 mil dólares para Restore Our Future, o Super PAC de Romney. Em 2015, Wexner doou quinhentos mil dólares ao Super-Pac do Right to Rise USA, que apoiou a campanha presidencial de 2016 de Jeb Bush.
O Columbus Dispatch informou em 14 de setembro de 2018 que Wexner havia renunciado à sua afiliação ao Partido Republicano devido a mudanças em sua natureza. Wexner fez seu comentário logo após o ex-presidente Obama fazer um discurso no mesmo painel da Columbus Partnership ao qual Wexner se dirigiu. Ele é um político independente desde 2018.